# London Stock Exchange

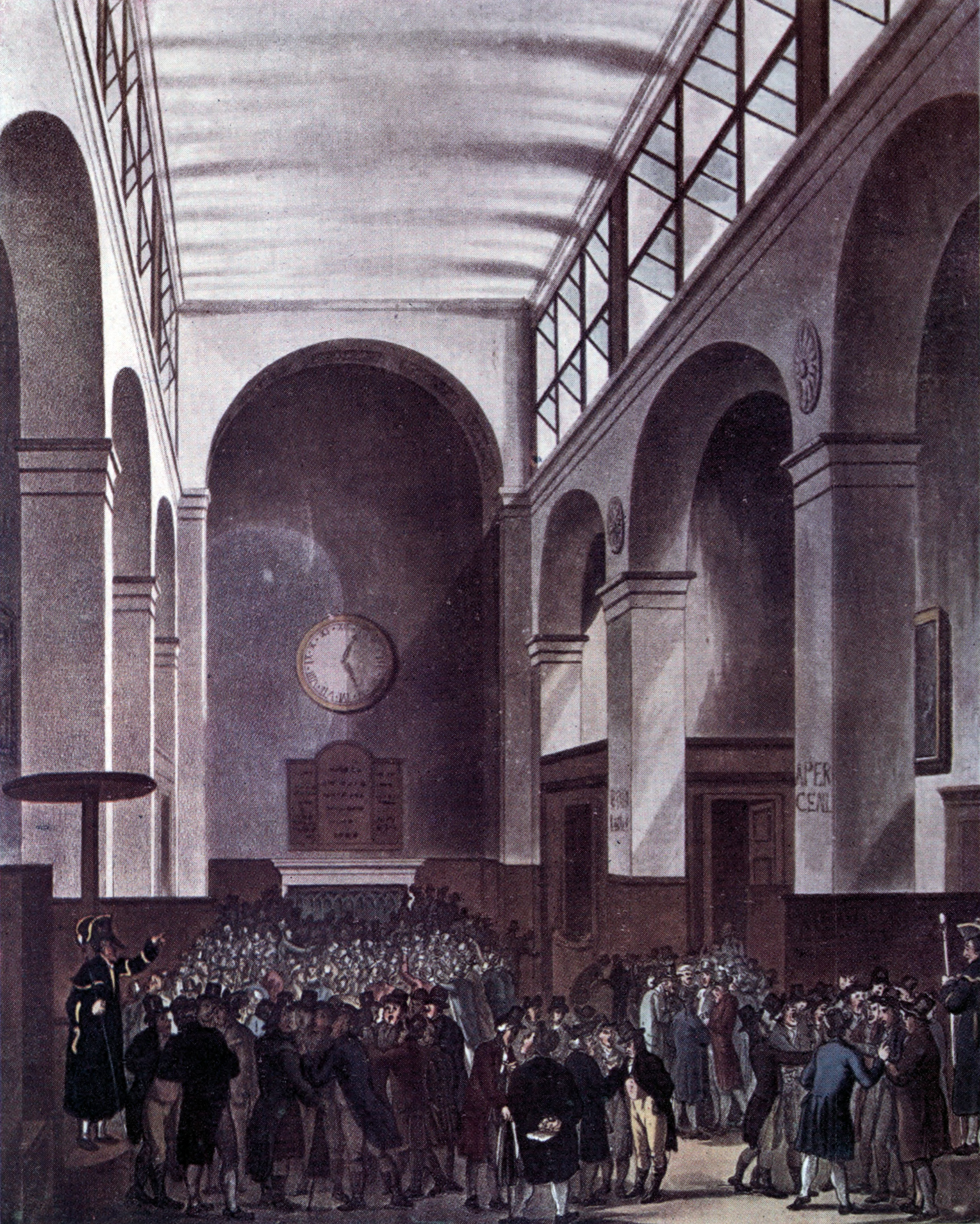
London Stock Exchange 1810.

London Stock Exchange (LSE) är aktiebörs i London i Storbritannien, etablerad 1801, men med föregångaren Royal Exchange, grundad 1570 av sir Thomas Gresham. 
London Stock Exchange är en av de största aktiebörserna i världen. LSE äger bland annat TSX Group som är moderbolaget bakom Toronto Stock Exchange. Londonbörsen i sig är ett aktiebolag med aktier, 
London Stock Exchange Group, som är börsnoterade på Londonbörsen.

## Historia
Londonbörsen grundades officiellt år 1801, men värdepappershandeln i England börjades faktiskt på 1500-talet. De brittiska företagen kunde inte finansiera sina dyra resor till Kina med eget kapital. Då följde de efter en liknande modell i Antwerpen och samlade in guld i utbyte mot en framtida andel av företagets vinster.
År 1687 handlade femton företag med sina egna värdepapper i London. Redan 1695 var detta omkring 150 företag. Som ett resultat omsattes en liten del av dessa aktier aktivt, många företag visade sig vara olämpliga. Den brittiska IPO-bubblan från 1690-talet jämförs ibland med dot-com-bubblan på 1990-talet.
Londonbörsens huvudindex är FTSE100 som lanserades den 3 januari 1984. Den består av de 100 företagen med största börsvärdet och notering på Londonbörsen.